# Plaza Las Américas
Plaza Las Américas é um shopping center em Hato Rey, San Juan, Porto Rico, Estados Unidos, localizado no cruzamento das Rotas 18 e 22 . "Plaza", como é conhecido por muitos porto-riquenhos, foi o primeiro shopping coberto instalado em Porto Rico. É o maior shopping center do Caribe e o segundo maior da América Latina. As lojas âncoras são JCPenney, Macy's, Sears, Sears Brand Central, Forever 21, Old Navy, Caribbean Cinemas e Marshalls . Cuba Libre e Macy's Backstage chegarão em breve ao shopping.

## História
Em 1918, os irmãos Jerónimo, Rosa, Gerardo e Jaime Fonalledas adquiriram 527 acres (2.13 km2)   de terreno anteriormente conhecido como "Las Monjas". Esta terra era propriedade de Don Pablo Ubarri Capetillo, o Conde de Santurce. Em 1920, a colheita da cana foi abolida aos poucos com a intenção de usar a terra para a criação de uma empresa de leite, posteriormente conhecida como "Vaquería Tres Monjitas". Em 1950, a área metropolitana de San Juan passava por um rápido crescimento. O conselho de planejamento começou a construir o projeto e ordenou o desenvolvimento da área. Foi então que os irmãos Fonalledas tiveram a ideia de estabelecer um centro comercial regional na propriedade "Las Monjas". O conselho de planejamento incluiu um espaço de 15 acres de terra para um shopping center em seu plano de desenvolvimento. Em 1962, começaram os planos para a construção de um shopping center e as negociações com os lojistas. Em abril de 1967, a construção do Plaza Las Américas começou sob a direção do engenheiro Peter Jacobson. Em 3 de setembro de 1968, o Plaza Las Américas realizou sua grande inauguração. Foi o primeiro centro comercial fechado de Porto Rico e o maior da América Latina na época. O projeto foi inaugurado com um total de 79 estabelecimentos, um cinema duplo e estacionamento para 4.000 veículos. Cem por cento do espaço foi alugado e cerca de 2.000 pessoas foram empregadas no novo shopping. A principal loja âncora era uma JC Penney de três andares (Aproximadamente 7800 m²). Foi a primeira localização da rede fora dos cinquenta estados e sua maior operação entre 1968 e 1971. O shopping também abrigou duas lojas de departamento com sede em San Juan como segunda e terceira âncoras: González Padín de dois andares (23320 m²) e Velasco (6706 m²). As lojas afiliadas incluíam sorvetes Martha Washington, Gordon's Jewelers, Florsheim Shoes, La Esquina Famosa (moda masculina), Bakers (sapatos), Zales, Clubman, Marianne Shops, Singer Sewing Center, Lerner Shops, Thom McAn, La Favorita e First Federal Savings Bank, juntamente com uma FW Woolworth Company, Farmacias González (farmácia), La Cosa (antiguidades), La Tienda Sin Nombre (calçados), Benny's Toys, supermercados Pueblo, uma barbearia, uma agência de viagens e uma loja de ferragens de tamanho normal. Uma pequena seção tinha um segundo andar onde os escritórios médicos e comerciais eram acessíveis. No ano seguinte, o projeto arquitetônico da Plaza Las Américas ganhou o Prêmio URBE de Melhor Arquitetura Comercial
Em 1979, foi concluída a primeira expansão do shopping center. Cinquenta e cinco novas lojas foram adicionadas em uma Ala Norte de três andares. Este foi ancorado por uma Sears de 3 andares (100280 m²). A "Terraza de Plaza", a primeira praça de alimentação a ser instalada na ilha, compõe o terceiro andar do anexo junta às três salas de cinema adicionais, apelidadas de Plaza III, Plaza IV e Plaza V. Em 1992, o novo é publicado o plano de desenvolvimento para a segunda grande expansão da Plaza Las Americas. Em 1994, foi concluída a ampliação do Plaza Las Américas e também a remodelação do "La Terraza". O número de restaurantes aumentou de 19 para 24 e as salas de cinema de 5 para 10. A construção da "Torre de Plaza" está concluída a um custo de US$ 15 milhões. A Torre adicionou 146.000 pés (13.600m²)  de espaço rentável para o centro comercial. Em 1996, o Plaza Las Americas anunciou sua maior expansão e remodelação a um custo de mais de US$ 246 milhões. Em 1997, a campanha publicitária do Plaza Las Américas ("Menos mal que está Plaza") recebeu o Prêmio Maxi, concedido pelo Conselho Internacional de Shopping Centers (ICSC). No ano seguinte, é dedicada a primeira fase de três anos de expansão e renovação do centro. Este consiste em um JC Penney de quatro andares recém-construídos (106680 m²), substituindo a loja de três andares que foi aberta no shopping em 1968. A nova Penney's do Plaza Las Américas é a maior loja da rede. A localização original foi subdividida em novos espaços de varejo. Em 1999, foi inaugurada a ponte do viaduto da Via Expressa De Diego, oferecendo melhor acesso ao shopping.
Em 2000, foi concluída a reforma e ampliação do shopping center, oferecendo uma nova fachada ocupada por mais de 300 lojas. A Macy's de três andares (77724 m²) abriu como a terceira loja âncora do shopping center em 25 de outubro, tornando-se o primeiro local da rede fora dos Estados Unidos. A rede local de cinemas Caribbean Cinemas abriu uma sala de cinema com treze telas em 2005 e é a mais movimentada e de maior bilheteria de toda a franquia. No centro comercial foi criado um conceito de arte "pública", que inclui peças de artistas locais. Em 2012, o Plaza Las Américas investiu US$ 12 milhões na reforma da fachada norte do shopping. As obras de remodelagem começaram a 23 de maio de 2012 e foram concluídas em novembro de 2012, pouco antes do natal. Além disso, entre julho e agosto de 2012, iniciou-se a expansão do estacionamento de vários andares, localizado na zona sul do shopping. A expansão estendeu os cinco andares de vários andares para adicionar mais de 300 vagas de estacionamento. Todas as áreas de estacionamento do shopping também foram reformadas e novos projetos de jardins paisagísticos foram desenvolvidos em frente à entrada principal. Em 28 de agosto de 2013, Plaza abriu a primeira Cheesecake Factory em Porto Rico. Sports Authority abriu em meados de 2014, juntamente com uma expansão no estacionamento. Fechou em 2016 depois que a empresa declarou falência e foi substituída pela Marshalls em fevereiro de 2018, de acordo com El Nuevo Dia . Além disso, no início de 2018, um restaurante Red Lobster abriu.
Em setembro de 2018, o shopping completou 50 anos. Em dezembro de 2019, foi anunciado que o bar e restauante Cuba Libre será construído no shopping, originalmente programado para abrir em janeiro de 2021, mas devido às perdas econômicas causadas pela pandemia do COVID-19, o estado atual deste projeto é desconhecido
Em dezembro de 2019, o shopping é de 1.900.000 pés (180.000 m²) de área total.
Em março de 2020, o shopping fechou até segunda ordem devido à pandemia do COVID-19 . Após o anúncio de uma nova ordem executiva em 21 de maio, o shopping reabriu em 1º de junho com medidas de segurança, incluindo novos horários, máscaras faciais obrigatórias e distanciamento social. As reservas agora eram necessárias para visitar o shopping e eram originalmente limitadas a 2 pessoas. Em 9 de junho, as reservas foram alteradas para permitir até 4 pessoas. Em 1º de julho, foi anunciado que as reservas não seriam mais necessárias para visitar o shopping a partir de 3 de julho, embora as máscaras faciais ainda fossem de uso obrigatório. A partir de janeiro de 2022, as máscaras ainda são obrigatórias para todos, independentemente do status de vacinação
A rede Toys "R" Us disse que abrirá suas lojas dentro da Macy's Department Store e que sua loja principal será no Plaza Las Américas, em 2022.
Em novembro de 2021, foi relatado que o Macy's Backstage assumirá o segundo andar da antiga Borders Books e abriria a tempo para as férias de 2021.

## Atributos notáveis

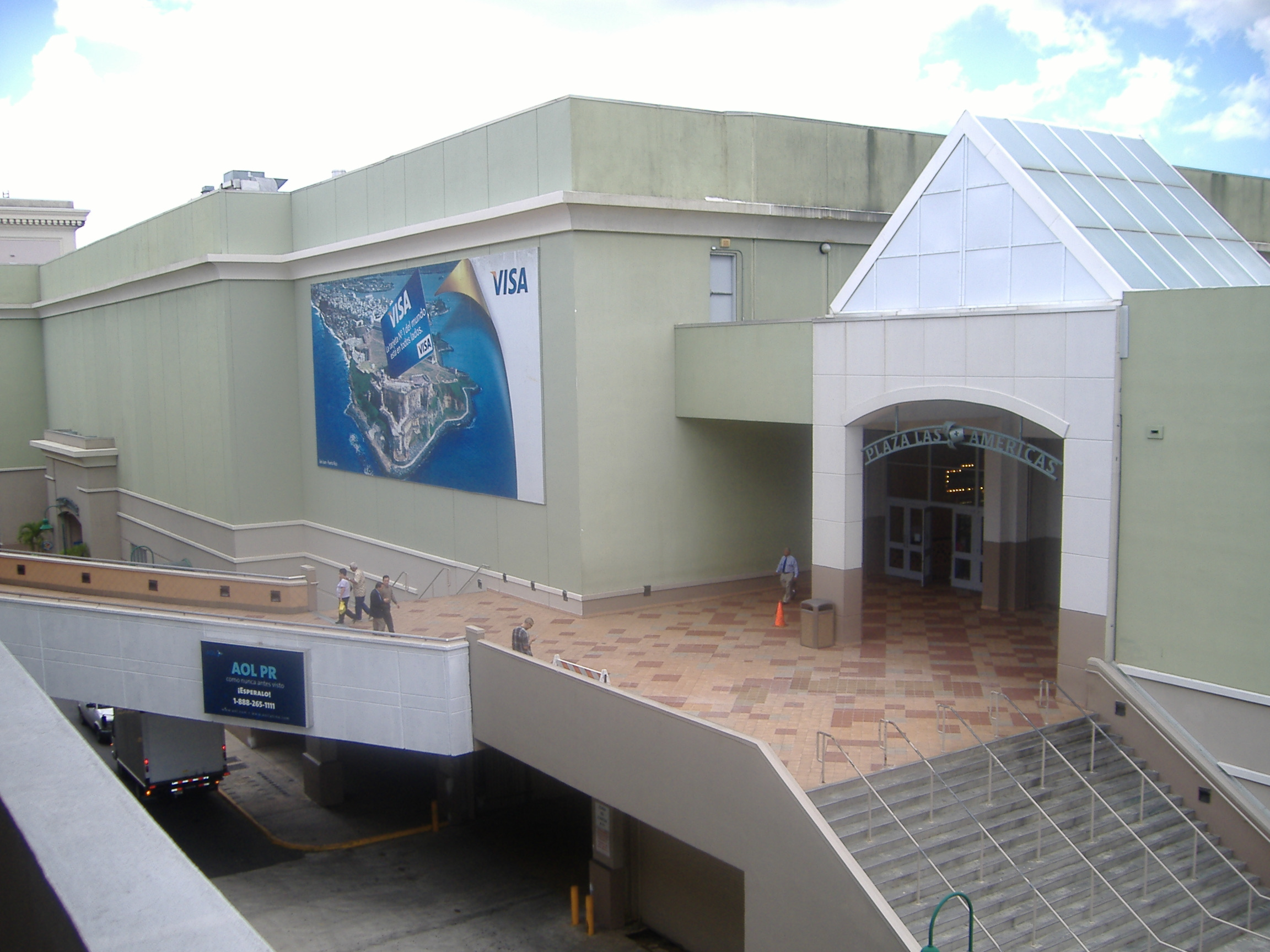
O Caribbean Cinemas e entrada do shopping no segundo andar

- É o maior centro comercial do Caribe.[10]
- O Macy's do Plaza foi o primeiro a abrir no Caribe.[11]
- O Chili's do Plaza é a maior bilheteria do mundo.[12]
- Tem o maior restaurante Romano's Macaroni Grill do mundo.[13][14]
- Abriga o primeiro restaurante Cheesecake Factory do Caribe, inaugurado oficialmente em 28 de agosto de 2013.[15]
- A Sports Authority se tornou a sexta maior loja âncora, inaugurada em meados de 2014, seguida de uma expansão das vagas de estacionamento. Fechou em 2016 depois que a empresa declarou falência e foi substituída por uma Marshalls em fevereiro de 2018.

## Lojas âncoras atuais
- JCPenney
- Macy's
- Sears
- Sears Brand Central & Home Improvement
- Forever 21 (Terceiro andar, na praça de alimentação)
- Old Navy
- Caribbean Cinemas (segundo andar)
- Marshalls (Na área aberta do shopping)
- Genesis[16]

## Lojas Filiadas atuais
- KmartName
- Office Máx.
- Rooms To Go
- Supermercados Pueblo
- Burlington Coat Factory
- Ashley HomeStore
- Best Buy
- Dave &amp; Buster's[17]

## Antigas lojas
- Sears Auto Center - fechada em 2022
- Borders Bookstores - fechadas em 2011
- Sports Authority - fechada em 2016
- Toys R Us - fechado em 2018
- Godiva - fechada 2021
- González Padín - fechada por volta de 1994
- Velasco - fechada na década de 1970

## Futuras Lojas
- Restaurante Cuba Libre (Virá em 2022)
- Macy's Backstage

## Galeria

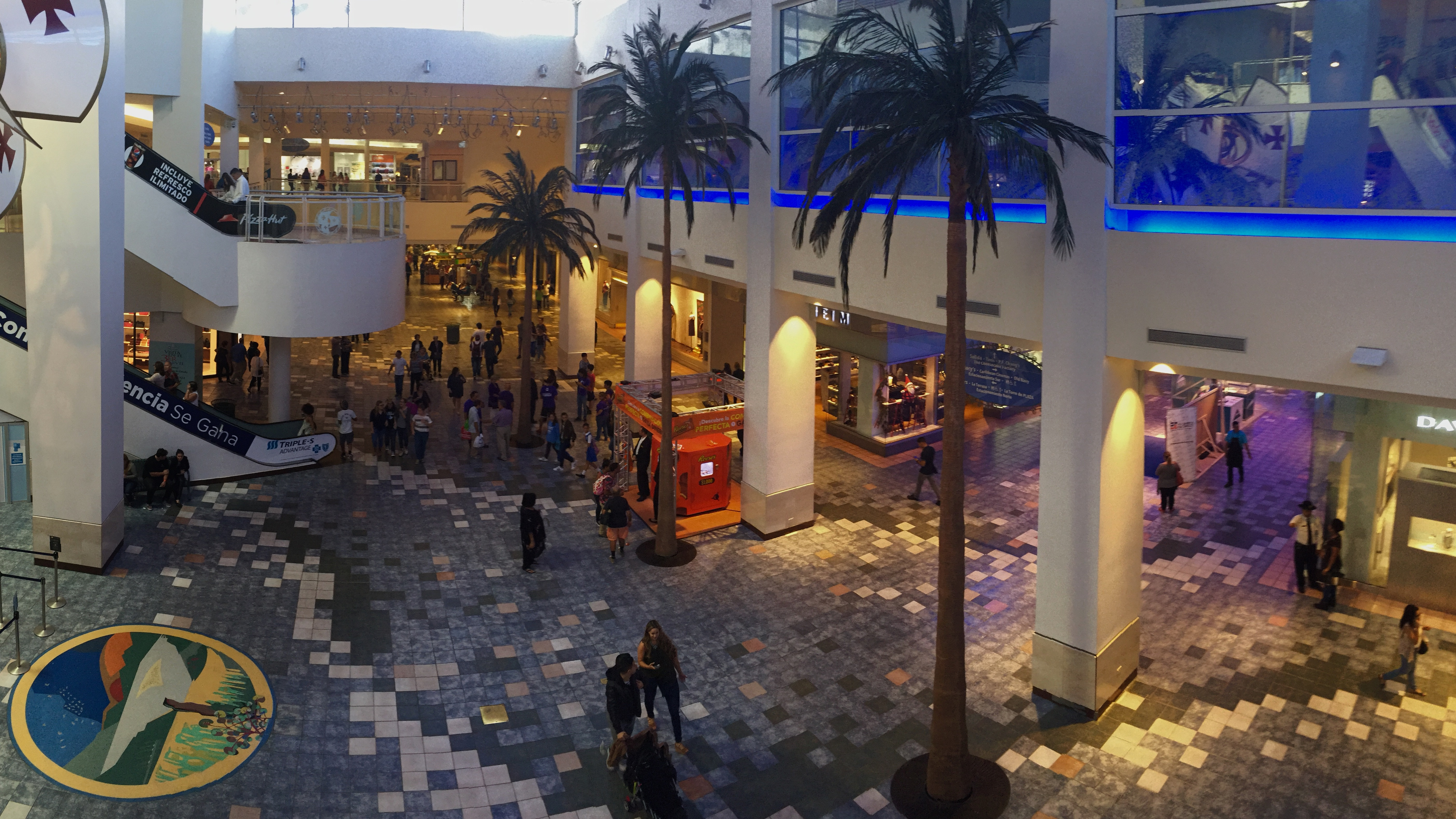
Entrada principal
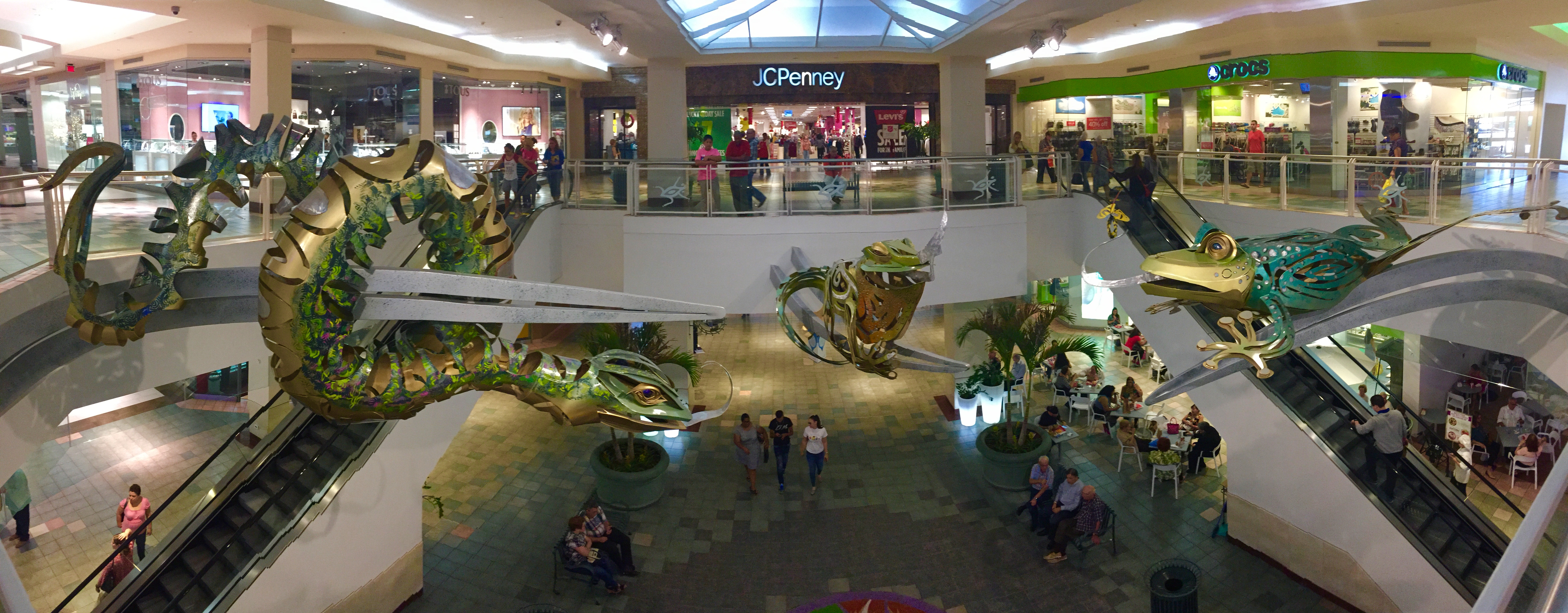
Esculturas perto da entrada da JCPenney
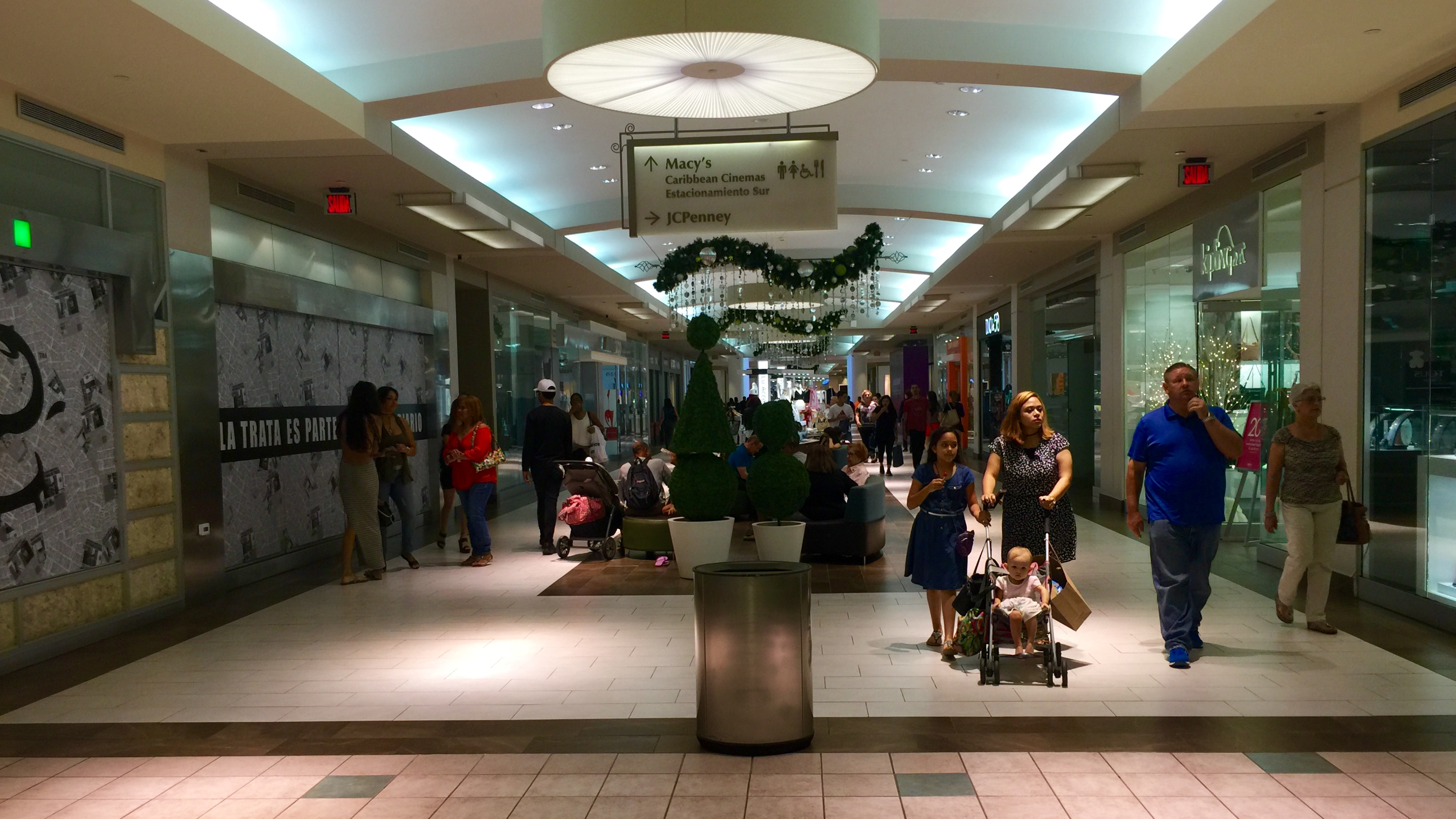
Um corredor do Shopping entre JCPenney e Macy's
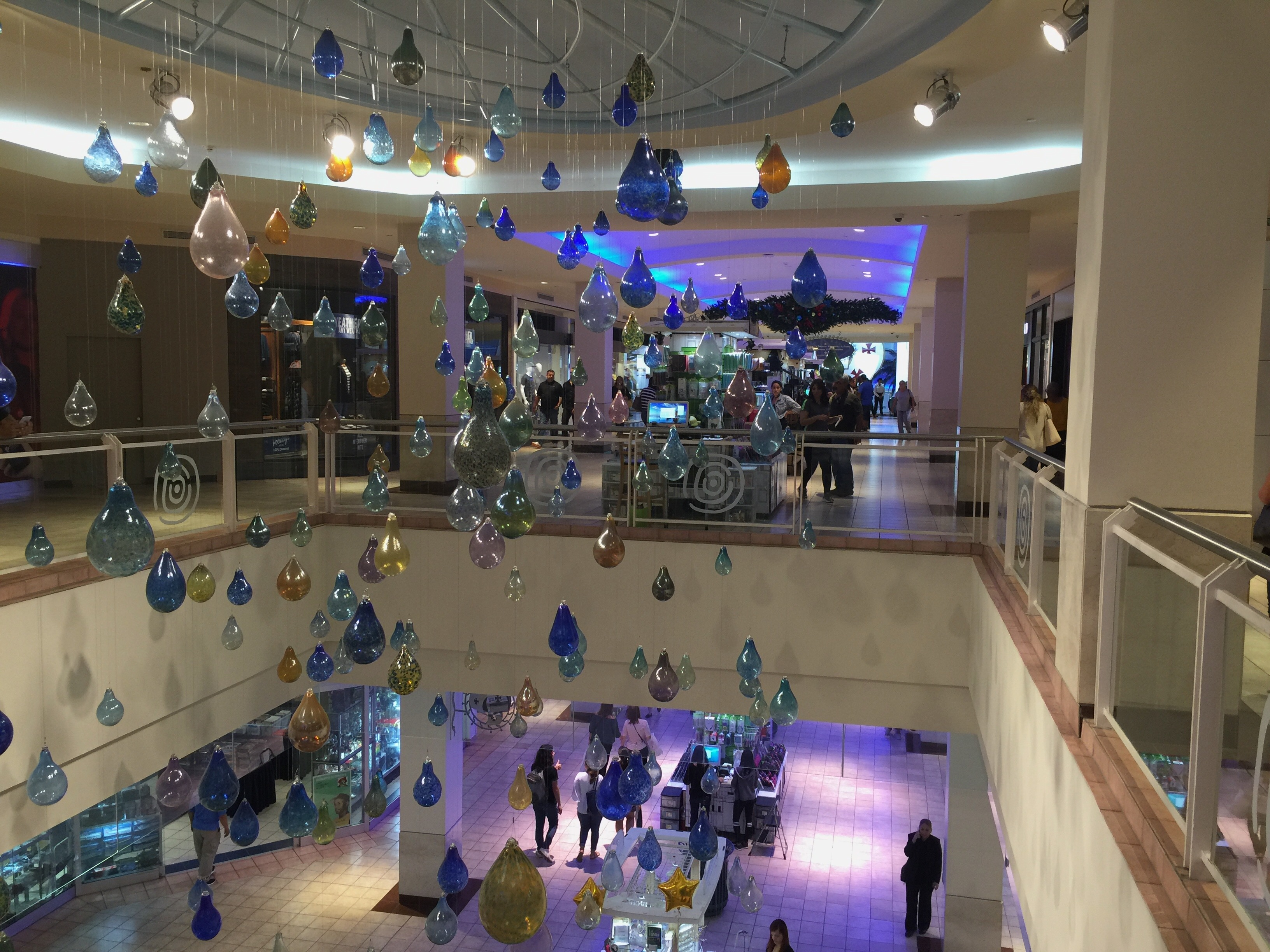
Arte de vidro castanho
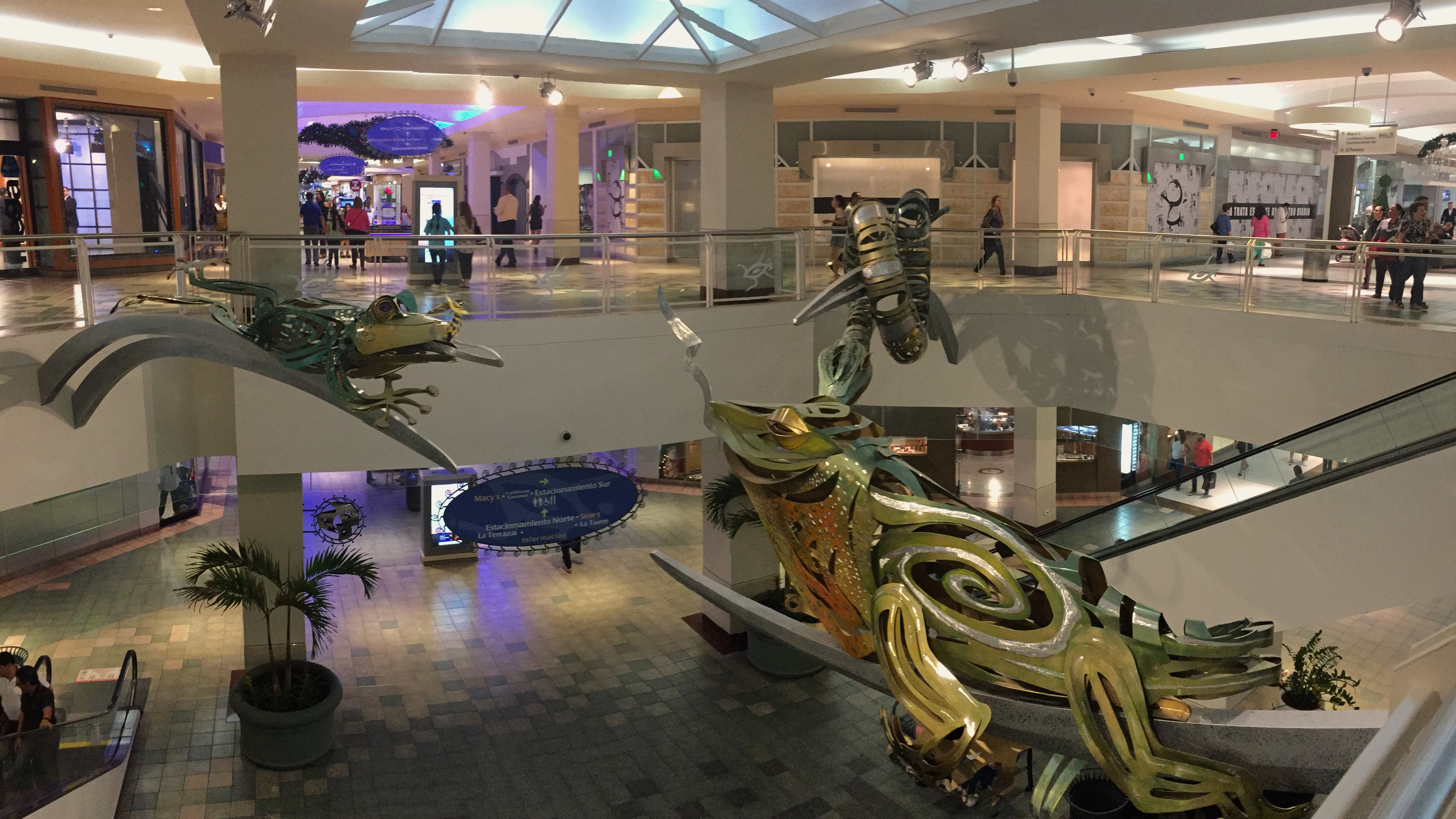
Mais esculturas metálicas
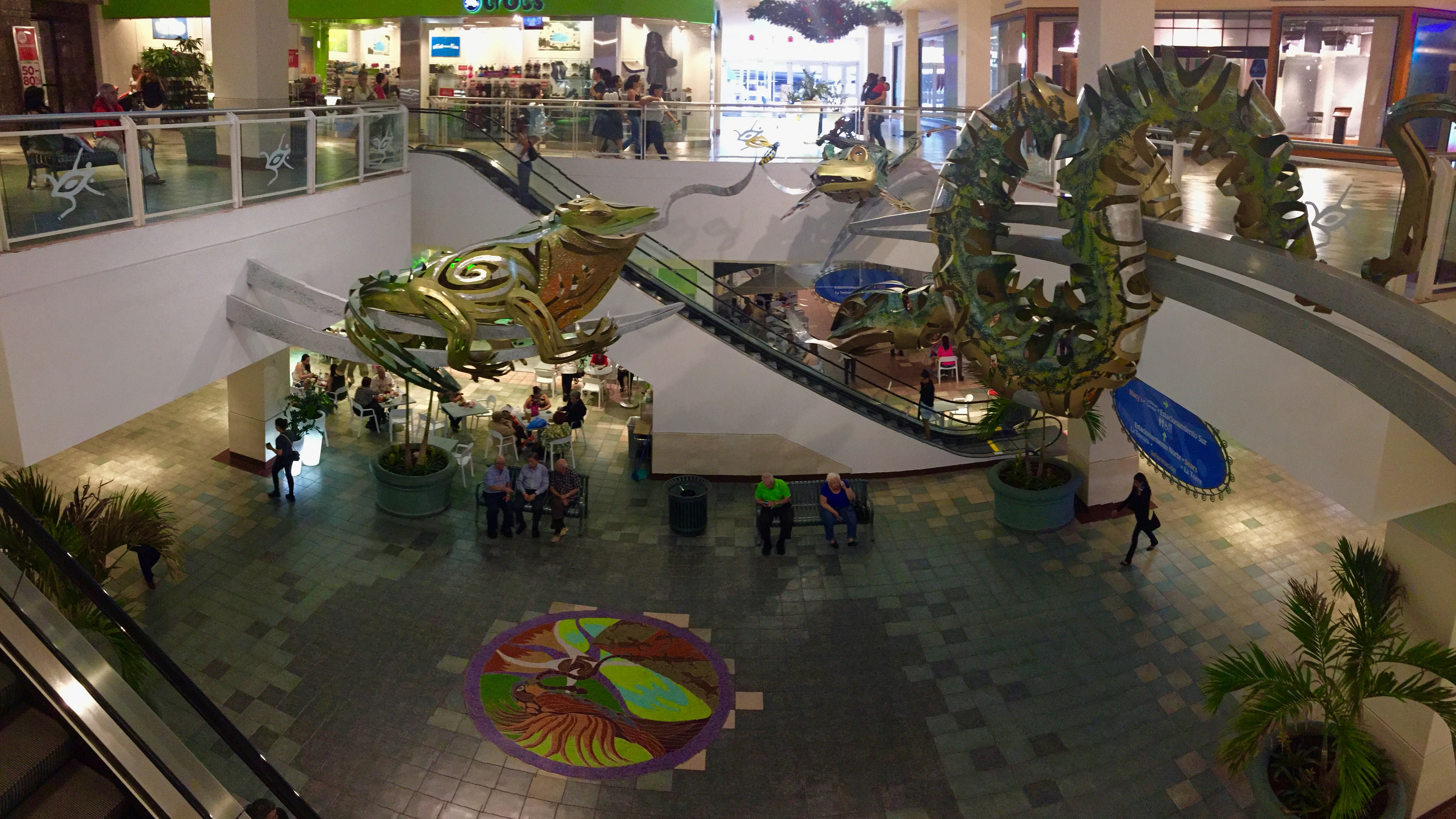
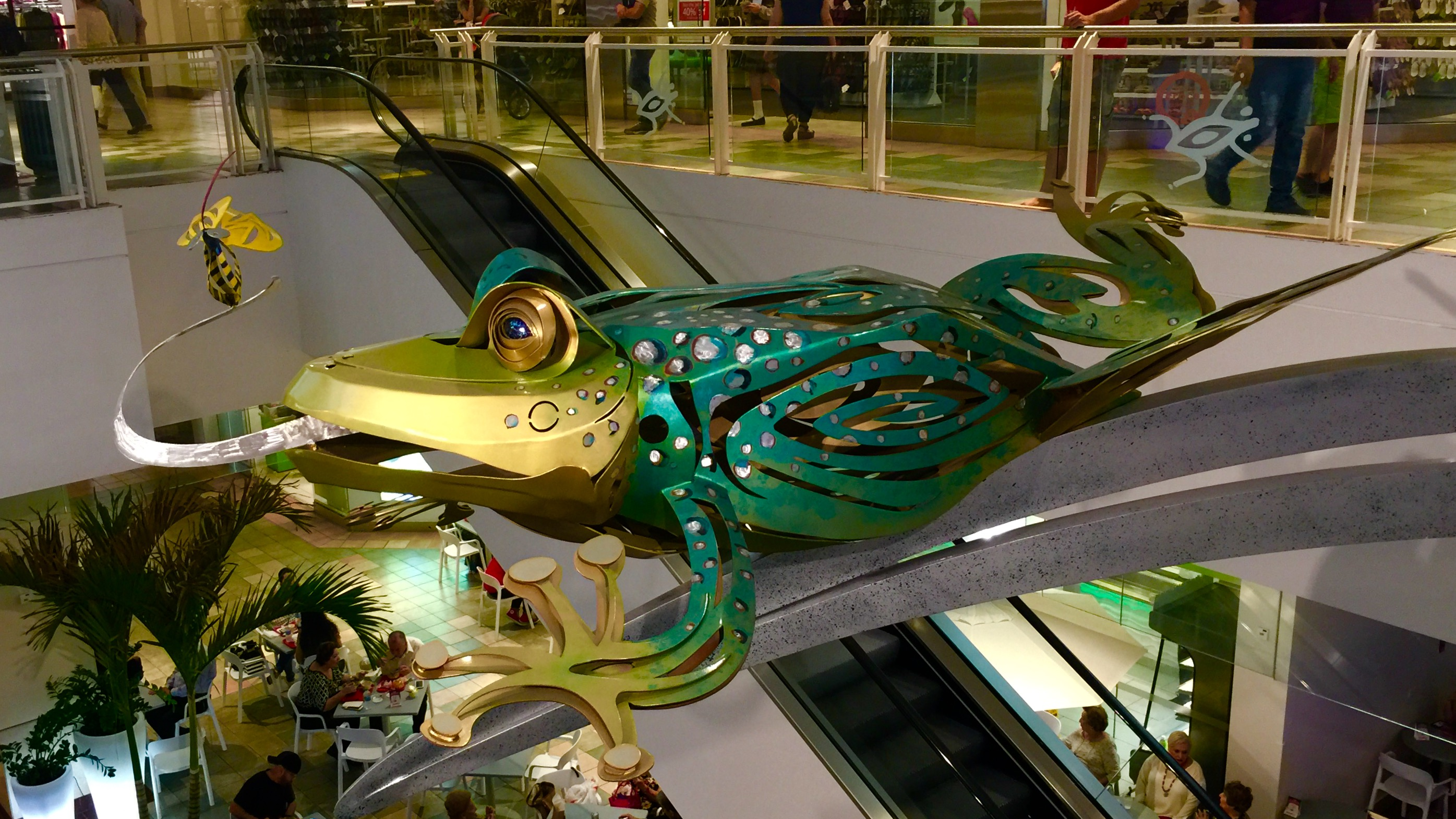
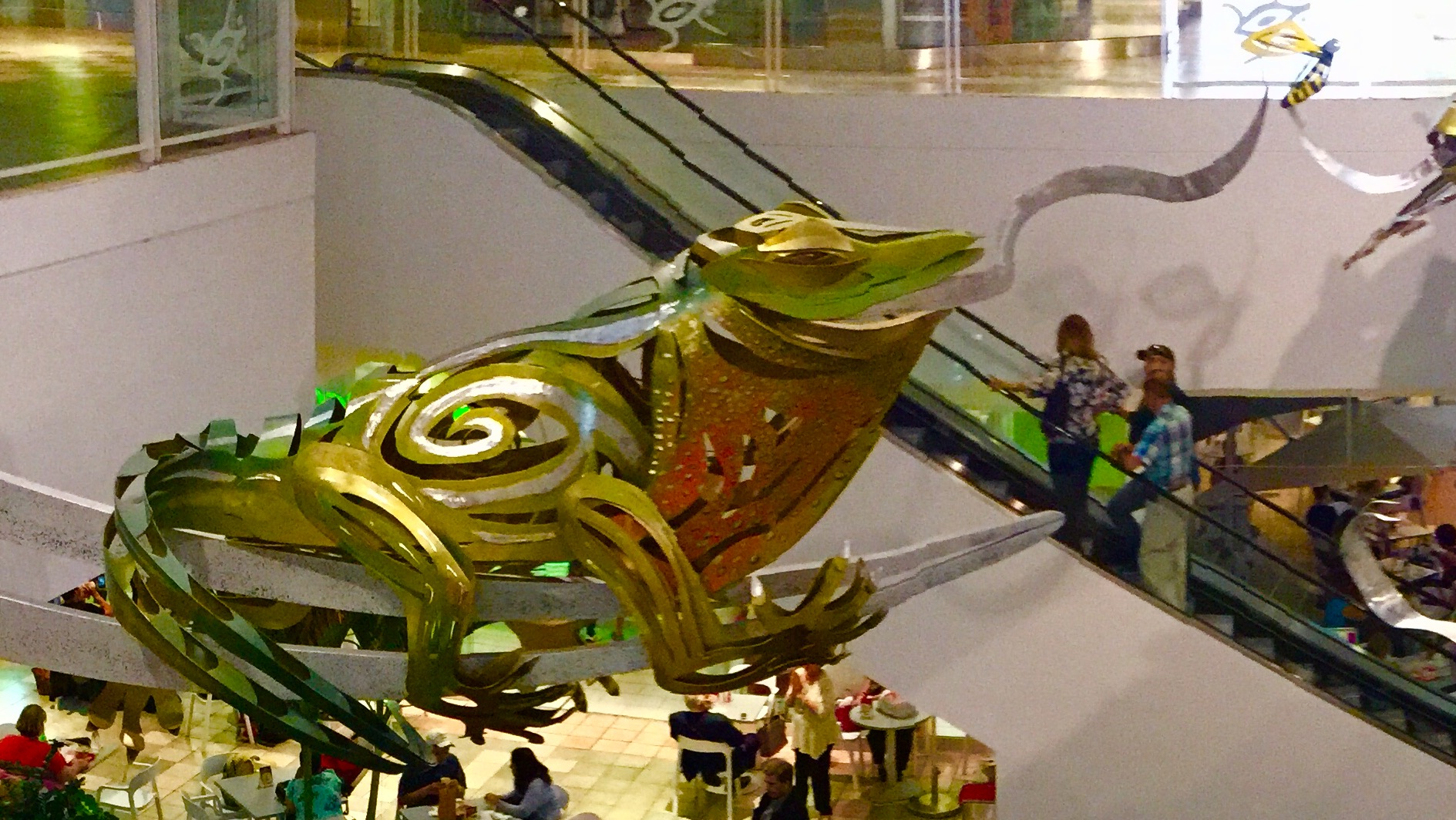
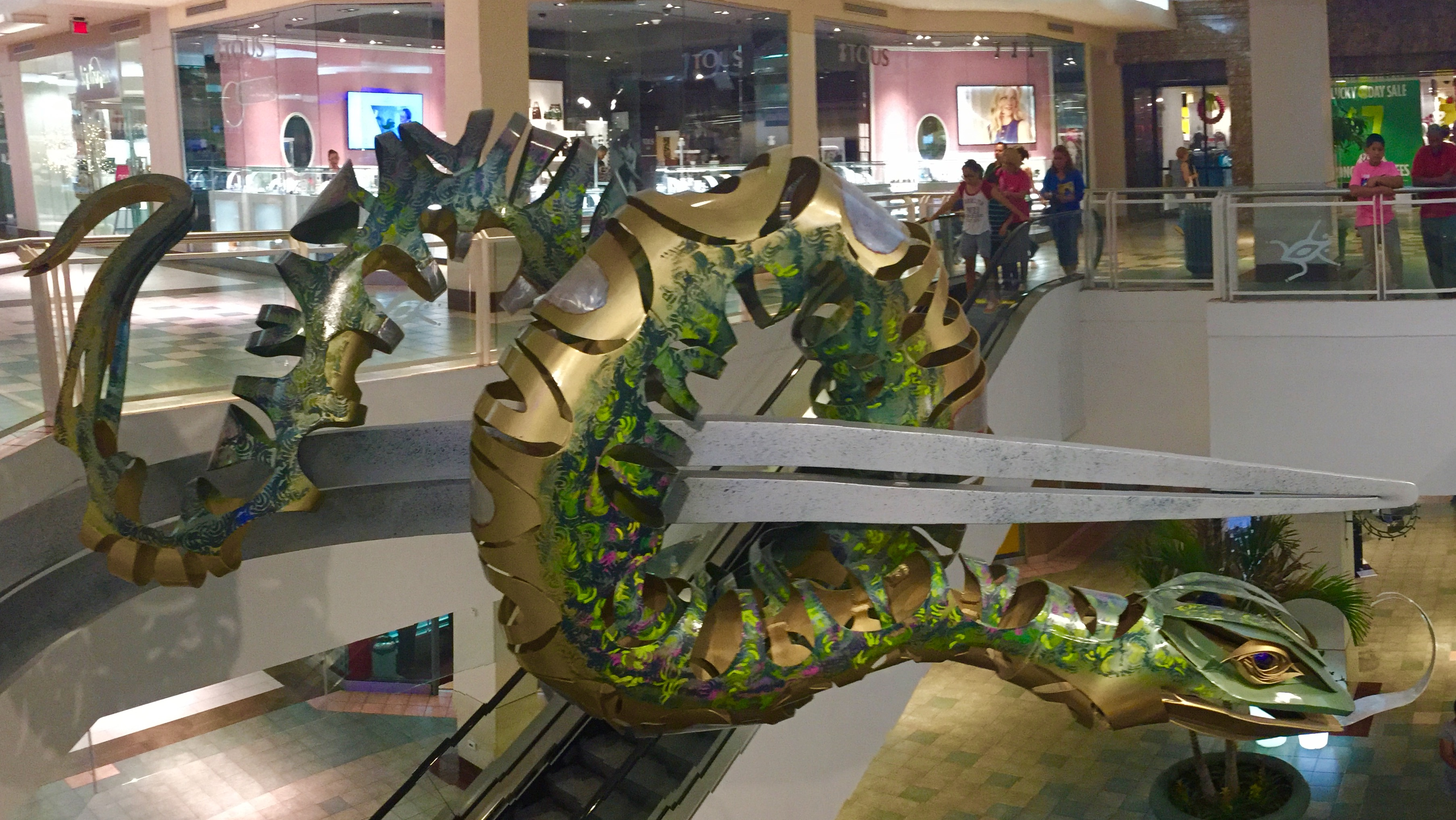